# Y-27632
Y-27632 является селективным ингибитором Rho-киназы (ROCK), киназную активность которой он ингибирует, конкурируя с АТФ за связывание с каталитическим сайтом этого фермента.  Поскольку ROCK участвует в повышении сократимости актомиозина за счет фосфорилирования и подавления миозинфосфатазы, Y-27632 первоначально использовался в качестве релаксанта гладких мышц.
В настоящее время широко используется в технологии получения и культивирования условно перепрограммированных клеток (УПК)  Механизм воздействия Y-27632 на клетки пока не вполне понятен, поскольку выяснилось, что процесс УПК зависит не только от ингибирования ROCK, но также включает в себя дополнительные пути.
Нарушение взаимодействий клетки с внеклеточным матриксом связано с повышенной гибелью ряда клеток, называемой аноикисом. Ингибирование пути передачи сигналов ROCK с помощью химического ингибитора Y-27632, значительно снижает аноикис.  Более того ингибирование ROCK повышает приживаемость культивируемых in vitro клеток после их инъекции в организм.
Y-27632 также признан сеноморфным лекарственным средством, которое обладает способностью снижать уровни провоспалительных цитокинов, секретируемых стареющими кератиноцитами, при этом не влияя на постоянную остановку роста этих клеток.